# 塞內加爾的毛里塔尼亞人
塞內加爾，有一個大的毛里塔尼亞僑民社群，包括在1980年代和塞內加爾邊界衝突時被驅逐的國內黑人居民。

## 移民歷史
1989年初，由於塞內加爾河流域的水資源分配問題，毛里塔尼亞和塞內加爾之間出現了緊張關係。結果，塞內加爾首都達喀爾的毛里塔尼亞白摩爾人成了集體暴力的目標，而在毛里塔尼亞本身，國內的黑人卻成了“塞內加爾第五縱隊”的嫌疑人。為防止進一步的暴力，毛里塔尼亞和塞內加爾政府於當年4月開始組織相互的遣返工作。然而，毛里塔尼亞不僅僅移除了塞內加爾公民，而且還有70000個國內的黑人，被驅逐的人主要是Halpuular族。兩國之間的邊界將不會在1992年4月之前重新開放。
重新開放邊界後，遣返開始緩慢。返回特拉扎省和卜拉克納省的毛里塔尼亞難民一般認為情況良好，但返回戈爾戈勒省和吉迪馬卡省的難民抱怨繼續受到地方當局歧視。 2013年初的報告表明，返回者在原來的村莊重新安置式仍然面臨困難，並由於缺乏身份證件而難以重新獲得曾經耕種過的土地。